# Markus Wallner (Fußballspieler)
Markus Wallner (* 27. Oktober 1996) ist ein österreichischer Fußballspieler.

## Karriere
Wallner begann seine Karriere beim USK Obertrum. 2006 wechselte er zum FC Red Bull Salzburg. 2013 ging er in die AKA Austria Wien. Im Sommer 2013 wechselte er in die zweite Mannschaft des SV Grödig. 2014 wechselte er zum Drittligisten SV Austria Salzburg, mit dem er 2015 in den Profifußball aufstieg. Im Februar 2016 debütierte er in der zweiten Liga.
Nach dem Abstieg Salzburgs in die Regionalliga kehrte er im Sommer 2016 zum, inzwischen ebenfalls in der Regionalliga spielenden, SV Grödig zurück.
Zur Saison 2017/18 wechselte er zum Ligakonkurrenten USK Anif. Im Februar 2019 wurde er an die zweitklassige Zweitmannschaft des FC Wacker Innsbruck verliehen. Zur Saison 2019/20 wurde er fest verpflichtet und rückte in den Kader der ersten Mannschaft. Für die erste Mannschaft von Wacker kam er insgesamt zu 51 Zweitligaeinsätzen, in denen er zwei Tore erzielte. Nach zweieinhalb Jahren in Innsbruck verließ er den Verein nach der Saison 2020/21 und wechselte zum Bundesligisten WSG Tirol. Für die WSG kam er in der Saison 2021/22 zu 18 Einsätzen in der Bundesliga.
Zur Saison 2022/23 wechselte er zum Zweitligisten SV Horn. Für die Horner absolvierte er 24 Zweitligapartien. Zur Saison 2023/24 wechselte er dann zum viertklassigen ASKÖ Oedt.